# Färentuna kyrka

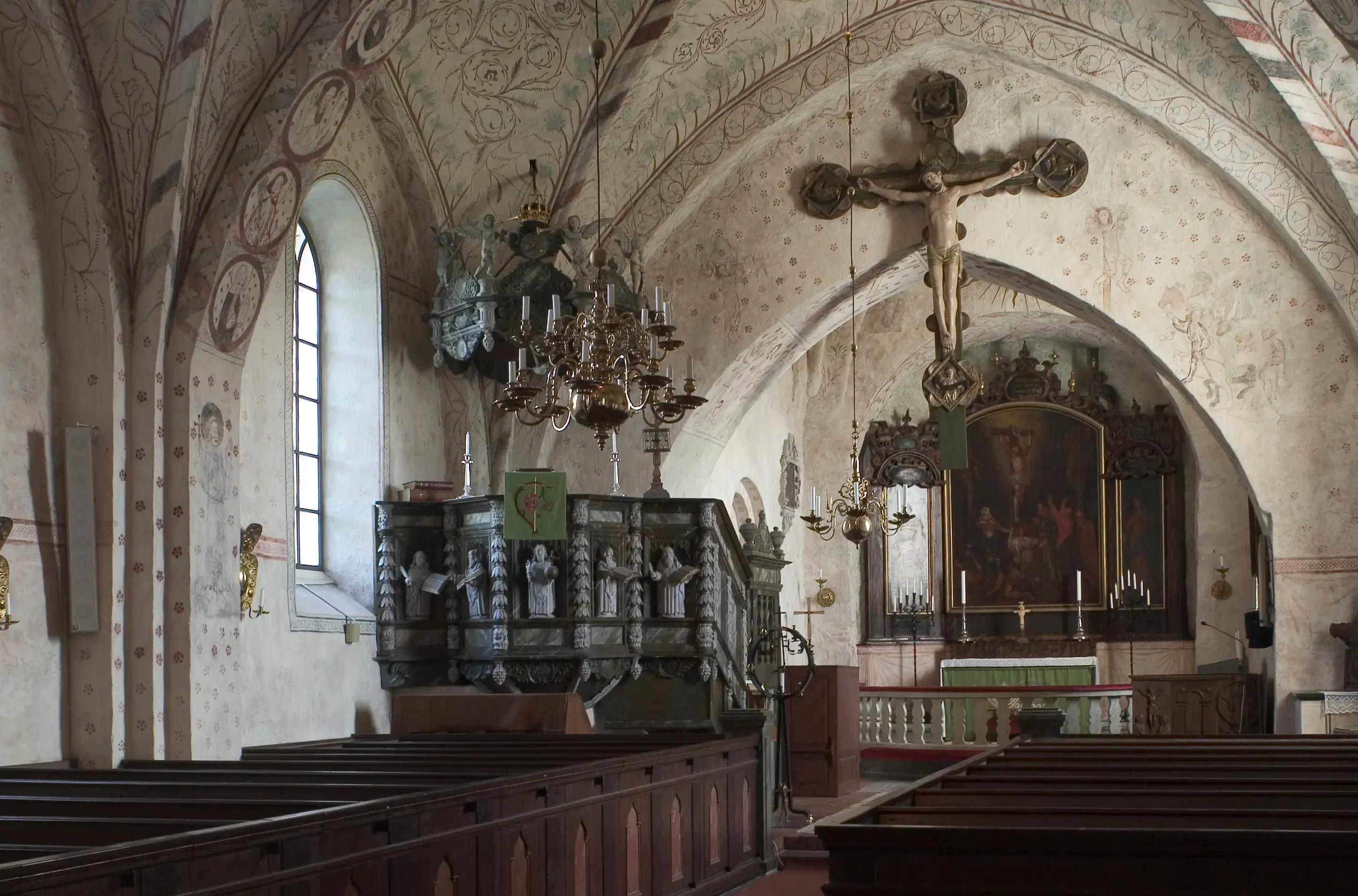
Kyrkorum.

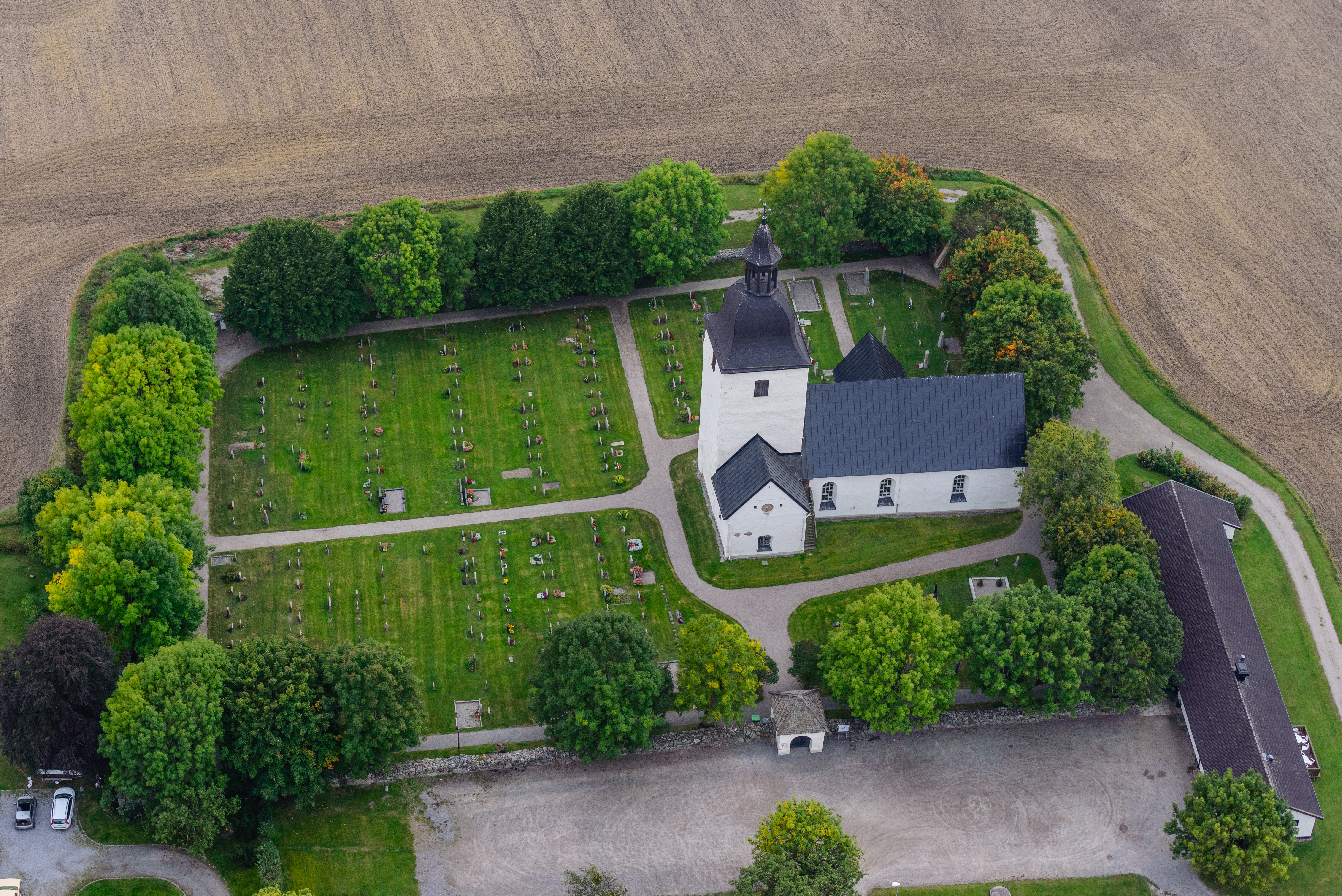
Kyrkan och kyrkogården från luften i september 2014.

Färentuna kyrka är en kyrkobyggnad som hör till Färingsö församling i Stockholms stift. Kyrkan är en så kallad östtornskyrka. Under medeltiden hade Färentuna kyrka en ledande ställning bland kyrkorna på Färingsö i Mälaren nära Stockholm. Under århundradens lopp har ett flertal om- och tillbyggnader ägt rum.

## Kyrkobyggnaden
I sin nuvarande form består kyrkan av rektangulärt långhus, med smalare rakt avslutat kor i öster. Ovanpå koret vilar ett kraftigt kyrktorn som placerar kyrkan i den lilla gruppen av så kallade östtornskyrkor. Vid korets norra sida finns en vidbyggd sakristia. Mitt på långhusets södra sida finns ett vidbyggt vapenhus. Väggarna är putsade och har en stomme av gråsten och tegel. Ett par runstensfragment U 20 och U 21 sitter inkapslade i en yttervägg.

### Tillkomst och medeltida ombyggnader

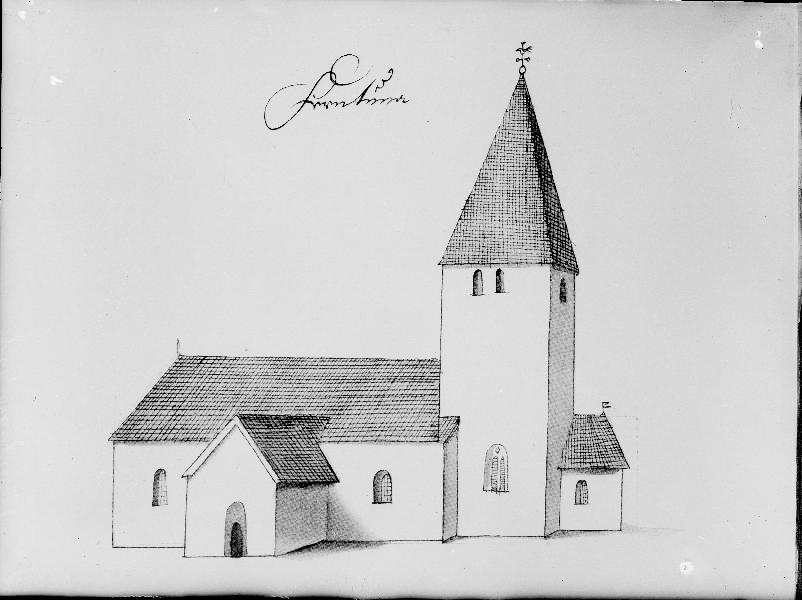
Teckning av kyrkan mot söder av Johan Hadorph från 1600-talet.

Ursprungliga kyrkan uppfördes under senare hälften av 1100-talet och bestod av ett långhus med smalare absidkor i öster. Ovanpå koret byggdes samtidigt det kraftiga kyrktornet. Under orostider kunde tornets övervåningar fungera som tillflyktsplats för sockenborna. Tidigast vid slutet av 1200-talet, men senast under 1300-talet, uppfördes nuvarande sakristia vid norra sidan, som delvis är byggd av tegel. Stora ombyggnader genomfördes vid mitten av 1400-talet då kyrkan förlängdes åt väster med en valvsektion och fick sitt nuvarande utseende. I långhus och kor ersattes det öppna trätaket med murade valv. Samtidigt vidgades den trånga triumfbågen mellan långhus och kor. I koret finns förkolnade bjälkändar som antyder att ett tidigare trätak förstördes vid en eldsvåda, vilket kan ha varit anledningen till att tegelvalven byggdes. Väggar och tak försågs med kalkmålningar som hade figurativa såväl som vegetativa motiv. Nu, eller möjligen tidigare enligt vissa forskare, byggdes vapenhuset framför långhusets sydportal. Vapenhusets innertak försågs med tunnvalv av tegel. Kalkmålningarna i vapenhuset tillkom samtidigt som målningarna i korvalvet. Under några år vid denna tid ägdes hela Färentuna socken av riksföreståndaren Karl Knutsson. Han lät hålla ett stort bröllop för sin äldsta dotter i kyrkan. Troligen har han stått bakom tillbyggnaden och utsmyckningen av kyrkan. Kyrkans medeltida utseende bevarades fram till senare delen av 1600-talet.

### Senare ombyggnader

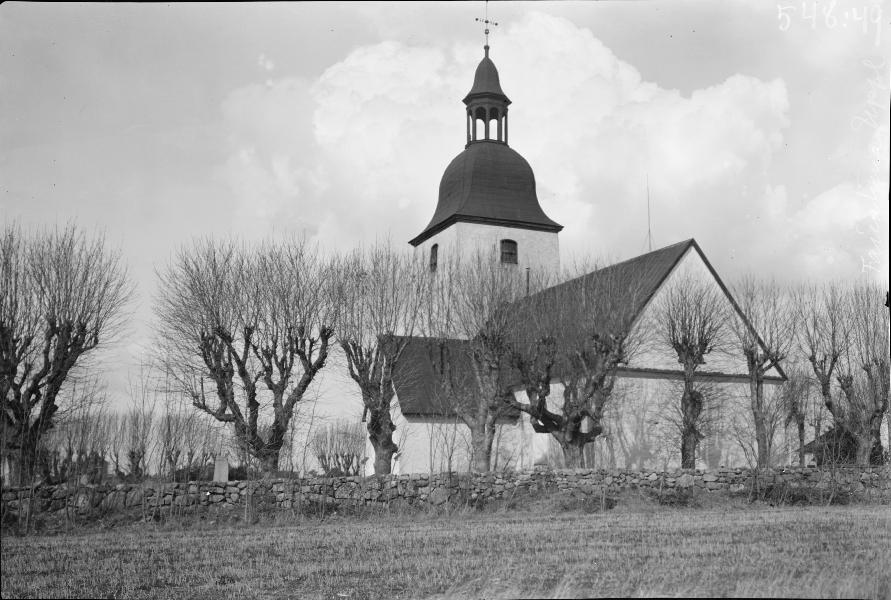
Kyrkan 1923.

Under 1600-talet försågs nedre delen av långhusets väggar med draperimålningar. 1685 överkalkades de medeltida målningarna medan draperimålningarna förblev synliga. 1688 ersattes sakristians tunnvalv med paneltak och dess källare sänktes. Sakristians nuvarande tegelvalv tillkom först 1748. År 1690 revs absiden öster om koret och ersattes av en rak altarvägg. 1699 upptogs portalen i långhusets västra kortvägg. År 1700 togs ett fönster upp i östra delen av norra långväggen när predikstolen flyttades från södra väggen till norra väggen. 1732 revs kyrktornets medeltida tornspira som var i dåligt skick. Istället fick tornet sin nuvarande karnisformade huv med åttakantig lanternin och spira. 1735 revs klockstapeln och kyrkklockorna flyttades upp till tornet. Någon gång på 1700-talet rasade långhusets västra gotiska stjärnvalv och ersattes med ett gipsat trätak. 1883 togs fler fönster upp i norr samtidigt som övriga fönster fick sin nuvarande rundbågiga form. Åren 1927-1928 genomfördes en större restaurering under ledning av arkitekt Sven Brandel då de medeltida kalkmålningarna togs fram. Västra valvet återuppbyggdes och dekorerades med målningar av konservator Anton Hällström. Målningarna harmonierar med de medeltida, men har andra motiv. Vid samma restaurering vidgades ingången vid västra kortsidan och försågs med dubbla dörrar. Yttre murlivet såväl som inre murlivet fick dörrar. 1969 togs sakristians östra fönster upp som hade blivit igensatt. 1971 inreddes en brudkammare under orgelläktaren. Vid processioner används brudkammaren som sakristia. Kyrkans medeltida prägel har i stor utsträckning bevarats, men 1885 byttes takbeläggningen ut från spån till järnplåt.

## Inventarier

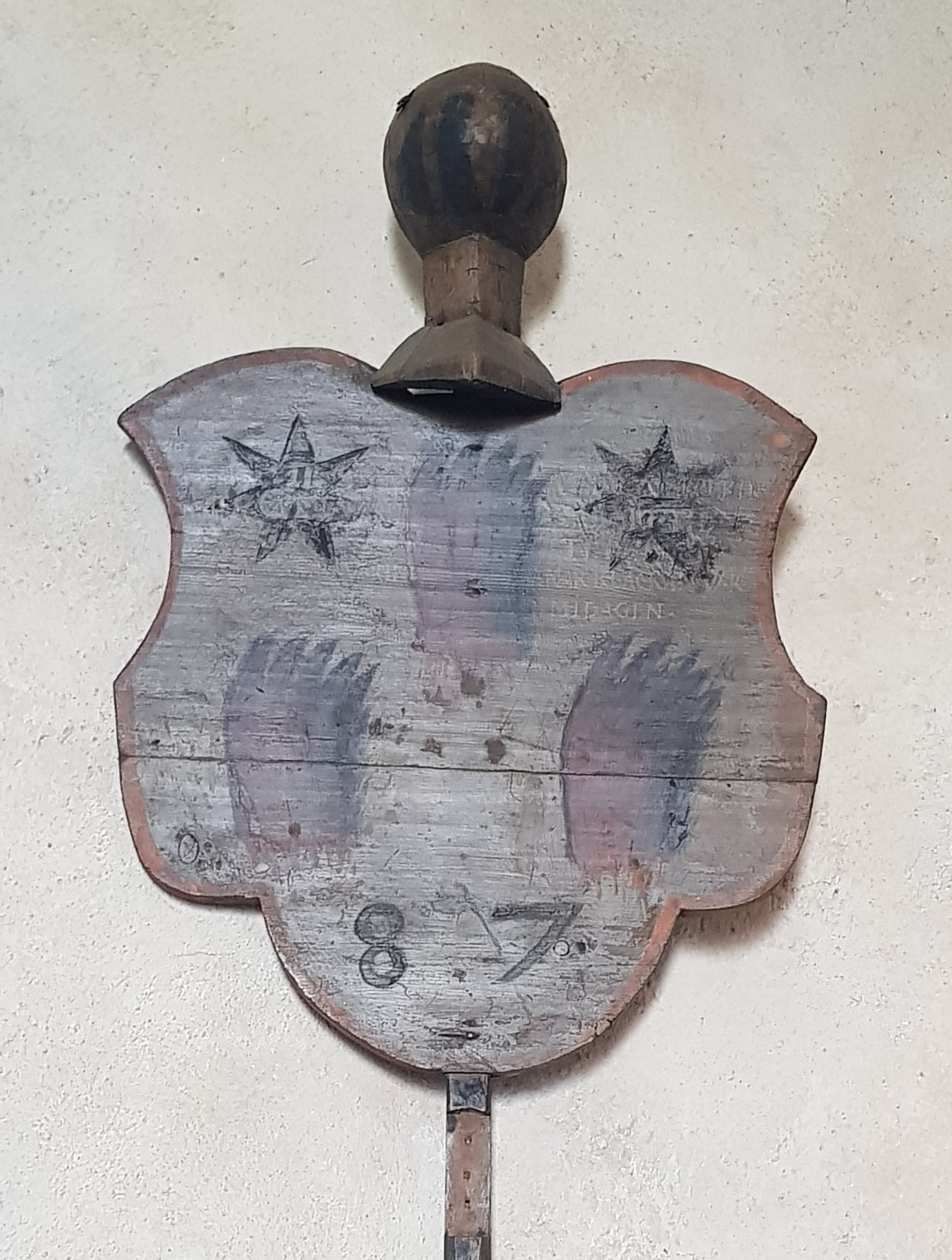
Peder Byriellson Björnrams begravningsvapen från 1587.

- Dopfunten.Peder Byriellson Björnrams begravningsvapen från 1587.Dopfunten i grå sandsten är från 1100-talets slut. Dess fot dekoreras av tre huvuden. Ett dopfat av silver är tillverkat av Johan Fredrik Wildt och skänkt till kyrkan år 1800.

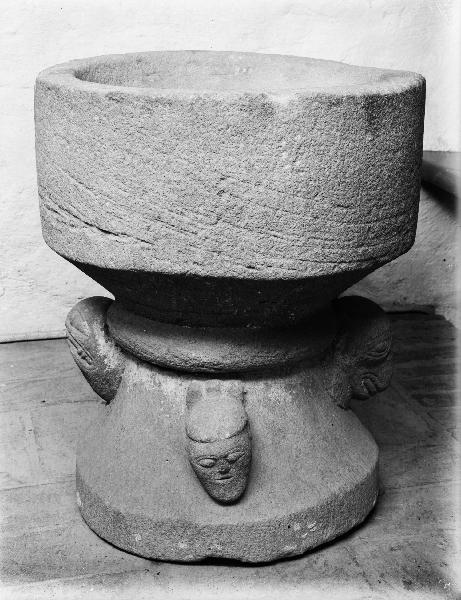
Dopfunten.

- Vid norra långväggen finns en Mariabild som tillverkades vid 1200-talets mitt i romansk stil. Skulpturen har förlorat händer, barnet och kronan.
- Från tiden omkring 1450 härrör även ett stort antal träskulpturer. I triumfbågen hänger triumfkrucifixet som är tillverkat i Danzig och är i gott skick. Det är mycket likt ett triumfkrucifix i Mariakyrkan i Gdansk. Kristusbilden är snidad i valnötsträ. Korset och de skulpterade evangelistsymbolerna är snidade i ekträ. Övriga skulpturer är Pietà med nya underben från 1920-talet, Sankt Göran och draken samt Sankt Lars som alla kommer från Danzigområdet.
- Vid vapenhusets östra vägg finns ett altare av tegel med två relikgömmor. Altaret tillkom på 1700-talet.
- Predikstolen härrör från 1600-talets mitt. På den finns skulpturer som föreställer Kristus och de fyra evangelisterna. 1701 tillkom ljudtaket som är ett minnesmärke över segern vid Narva. Tillhörande timglas är skänkt 1742 av handelssmannen Zacharias Hielmerus.
- Altaruppsatsen består av tre oljemålningar med snidade överstycken och kom på plats 1701. Måningen i mitten skildrar Kristi korsfästelse och flankeras av två målningar som personifierar Kärleken och Tron.
- Den slutna bänkinredningen är från 1700-talets början.
- En gammal korbänk står vid södra korväggen. Bänkens gavel är daterad till början av 1400-talet och har reliefer i omålad ek.
- I vapenhuset hänger en ljuskrona av smidesjärn från senmedeltiden. I kyrkorummet hänger fyra ljuskronor av mässing som har tillkommit vid olika tillfällen under 1600-talet.
- Ett nattvardskärl är tillverkat av förgyllt silver. Fot och nod är från senmedeltiden medan cuppan är från 1699. Paten av förgyllt silver från 1300-talet har gravyr föreställande Guds lamm. En oblatask är från slutet av 1600-talet. En vinkanna är från 1720-talet.
- Ett sockenbudstyg bestående av nattvardskärl, paten och oblatask är tillverkat 1778 av Anders Fredrik Weise.
- En mässhake av svart sammet med kors och strålglans av silvergalon är från 1800-talet. Ytterligare två mässhakar är inköpta i Salzburg 1922.
- Av tornets kyrkklockor är storklockan omgjuten 1741 och då försedd med inskription och strålkrans vid norra sidan. Lillklockan, med oklar tillkomst, är förbättrad 1752.
- Begravningsvapen över Peder Byriellson Björnram till Ölsta säteri i Färentuna, död 7 februari 1587[1].

### Orgel
- 1690 får kyrkan ett positiv med 4 stämmor, tillverkad av Martin Haak. Orgeln blev reparerad 1725.[2]
- 1856 byggde Carl Gustaf Cederlund, Stockholm en orgel med 9 stämmor.[3] 1928 byggdes orgeln om av Carl Richard Löfvander, Lövstabruk med 9 stämmor.[3]
- Den nuvarandemekaniska orgeln är byggd 1965 av Grönlunds Orgelbyggeri AB, Gammelstad. Orgeln består av 14 stämmor med två manualer och pedal. Fasaden är från 1856 års orgel.[3] Orgelfasaden har grön marmorering och förgyllda ornament. Orgeln invigdes på Reformationssöndagen 1965.[källa behövs]

| Huvudverk I   | Bröstverk II      | Pedal        | Koppel |
| Rörflöjt 8´   | Gedackt 8´        | Subbas 16´   | I/P    |
| Principal 4´  | Koppelflöjt 4´    | Oktava 8´    | II/P   |
| Waldflöjt 2´  | Principal 2´      | Nachthorn 4´ | II/I   |
| Mixtur 3 chor | Nasat 1 1/3'      | Principal 2' |        |
| Dulcian 8'    | Cymbel 2 chor     |              |        |
|               | Tremulant         |              |        |
|               | Crescendosvällare |              |        |

## Omgivning
- En bogårdsmur omger kyrkogården och är försedd med två stigluckor. Norra stigluckan uppfördes omkring år 1640 medan södra stigluckan uppfördes 1738. Södra stigluckan revs ned och återuppbyggdes 1953. Under 1700-talets första hälft fick bogårdsmuren sin nuvarande sträckning.

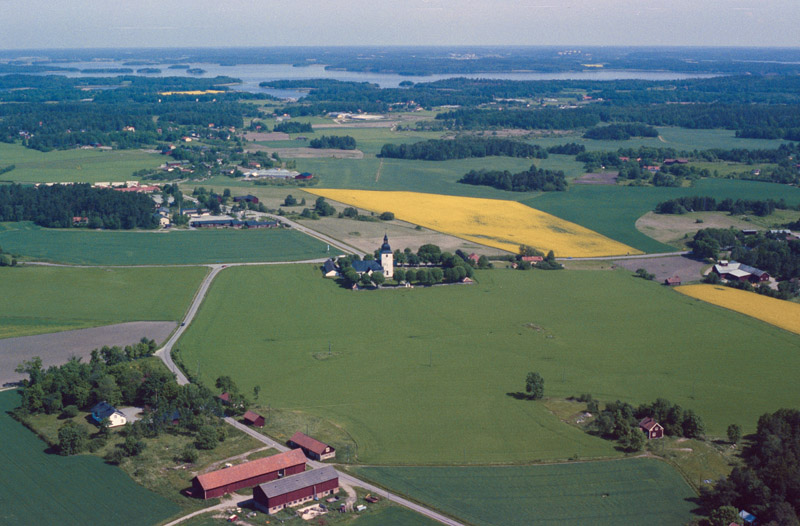
Omgivningarna från luften är 1991.

- Omgivningarna från luften är 1991.Nordväst om norra stigluckan fanns en klockstapel som omnämndes första gången 1624. Stapeln revs 1735 när kyrkklockorna flyttades upp i tornet.
- Församlingshemmet uppfördes omkring 1980 efter ritningar av arkitekt Ralph Erskines arkitektkontor och ligger i vinkel mot kyrkan. Församlingshemmet har vitputsade fasader och ett flackt sadeltak. Vid dess utformning eftersträvades viss anpassning till kyrkobyggnaden.
- Öster om kyrkan, intill kyrkogården, ligger gamla kantorsbostaden som är en välbevarad jugendvilla från 1905. Tidigare fanns här Färentuna gamla skola som tillkom 1885 och lades ned 1956. Invid skolan fanns en lärarbostad i funkisstil från 1940-talet. Dessa är rivna och ersatta med nuvarande Färentuna skola som ligger strax norr om kyrkan, på andra sidan landsvägen.
- Längre österut vid Högby ligger Färentunas gamla fattigstuga som är en enkelstuga med tillbyggd bod vid ena gaveln. Enligt uppgift skall den ha uppförts 1840. Invändigt finns mycket av den äldre fasta inredningen kvar.
- I det öppna åkerlandskapet söder om kyrkan ligger prästgården. Denna har en timrad och reveterad mangårdsbyggnad som troligen tillkom under 1800-talets senare hälft. En timrad bod fungerar som flygel.